# Moultezim

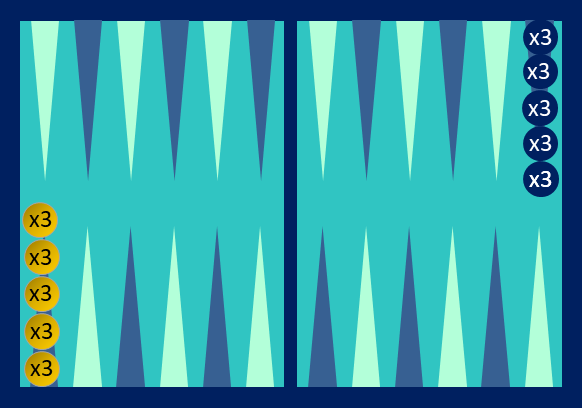
Spelbräde till moultezim med spelarnas brickor i startposition.

Moultezim är ett turkiskt brädspel, besläktat med backgammon och bräde. I likhet med dessa spelas moultezim på ett rektangulärt spelbräde med tolv kilformade fält, ofta kallade tungor, på vardera långsidan, två tärningar används och de båda spelarna har 15 brickor vardera.
Spelarna turas om att kasta tärningarna och sedan flytta en eller två av sina brickor lika många steg som antalet ögon på tärningarna. Skulle båda tärningarna visa samma antal ögon, får denna siffra utnyttjas fyra gånger. Vid spelets början ligger brickorna, sett från respektive spelares sida, på tungan längst till höger på den bortre långsidan. Brickorna flyttas i motsols riktning över spelbrädet, och målet är att få över samtliga brickor till de sex sista tungorna på brädet och därefter avsluta med att spela ut dem från brädet. Den spelare som först har spelat ut alla sina brickor vinner spelet.
I moultezim, till skillnad mot vad som förekommer i många andra liknande spel, kan brickorna inte bli slagna. En bricka får inte flyttas till en tunga som redan är upptagen av en eller flera av motspelarens brickor. En annan speciell regel är att den första brickan som flyttats från startpositionen måste ha avancerat minst tolv tungor innan man får flytta nästa bricka.